# Incidente dello stretto di Kerč'
L'incidente dello stretto di Kerč' è un incidente internazionale verificatosi il 25 novembre 2018: la Marina militare, le Forze aerospaziali e le unità navali della Guardia di frontiera russe aprirono il fuoco e catturarono tre navi della Marina militare ucraina che tentavano di passare dal Mar Nero al Mar d'Azov tramite lo stretto di Kerč' dirette al porto di Mariupol'.
Durante l'incidente il ponte di Crimea è stato usato come barriera per bloccare l'ingresso di ulteriori navi nello stretto.
Secondo la Russia, le tre navi erano entrate illegalmente nelle sue acque territoriali, e dopo ripetuti ordini di abbandonare la zona le forze speciali russe aprirono il fuoco contro le navi che non avevano rispettato l'ordine. Dopo un lungo inseguimento le navi ucraine furono catturate dai militari russi; durante lo scontro rimasero feriti tre marinai ucraini, e altri 24 furono catturati dai russi.
Il giorno seguente il governo ucraino, con il supporto del parlamento, impose la legge marziale lungo tutto il confine e le coste del paese.

## Eventi

### L'incidente
L'incidente ebbe inizio la mattina del 25 novembre, quando le tre navi ucraine (le due motocannoniere Berdjans'k e Nikopol' della classe Gyurza-M e il rimorchiatore Jany Kapu della classe Prometey) tentarono di attraversare il Mar Nero per dirigersi al porto di Mariupol'.
Mentre attraversavano lo stretto, la Guardia costiera russa accusò le navi ucraine di essere entrate nelle acque territoriali russe, e ordinò loro di abbandonarle. Quando le navi ucraine si rifiutarono di abbandonare le acque, la Marina militare e la Guardia costiera russe tentarono di intercettarle, speronando intenzionalmente il rimorchiatore Jany Kapu con il pattugliatore di frontiera Don della classe Sorum. Le altre due navi continuarono a navigare verso il Ponte di Crimea, ma furono fermate da una petroliera posizionata sotto il ponte che ne bloccò il passaggio. Nello stesso momento due jet e un elicottero russi risposero allo scramble. I militari russi aprirono il fuoco contro le navi ucraine che tentarono di fuggire dirigendosi verso Odessa, ma furono catturate a 23 km dalle coste della Crimea, in acque internazionali.

## Reazioni
Il 26 novembre, giorno dopo l'incidente, il Parlamento ucraino impose la legge marziale nelle regioni costiere e confinanti con la Russia. 276 membri del parlamento hanno votato a favore della misura che entrò in vigore il 28 novembre e che durò fino al 26 dicembre.
Il 30 novembre l'Ucraina bloccò l'ingresso nel paese a tutti i cittadini russi tra i 16 e i 60 anni per tutta la durata della legge marziale, dichiarando questa misura necessaria per la sicurezza nazionale.